# Круподеринцы (Полтавская область)
Круподеринцы (укр. Круподеринці) — село,
Круподеринский сельский совет,
Оржицкий район,
Полтавская область,
Украина.
Код КОАТУУ — 5323682201. Население по переписи 2001 года составляло 1028 человек.
Является административным центром Круподеринского сельского совета, в который не входят другие населённые пункты.

## Географическое положение
Село Круподеринцы находится на правом берегу реки Чумгак, в месте слияния её с рекой Гнилая Оржица в реку   Оржица,
выше по течению на расстоянии в 7 км расположено село Белоусовка (Драбовский район),
ниже по течению на расстоянии в 4,5 км расположено село Денисовка,
на противоположном берегу — село Пилиповичи.

## История
- 1663 — дата основания.
- Церковь Рождества Богородицы известна с 1780 года[2]
- Село указано на подробной карте Российской Империи и близлежащих заграничных владений 1816 года[3]

## Экономика
- Молочно-товарная ферма.
- АФ «Дружба».

## Объекты социальной сферы
- Школа.
- Дом культуры.

## Известные люди
- Михаил Леонтьевич Гамалея (1749—1830) — врач, эпидемиолог, статский советник, автор первой в России монографии о сибирской язве.